# 北岸市
北岸市（英文：North Shore City），通稱北岸、北港或北奧克蘭，是新西蘭數個在奧克蘭大區內獲官方認可的城市之一，也是該國第四大的城市。奧克蘭集合城市（conurbation）常被市民視為單一的城市，但北岸市市民最不接受這看法。
北岸市被南面的怀特玛塔港和東面的豪拉基湾蘭吉托托海峽環繞，經奥克兰連接懷特瑪塔港以南的奧克蘭市。达文波特是纽西蘭皇家海軍主基地的所在地，奧克蘭理工大學（AUT）在北岸市安科雷加（Akoranga）校區設有公共衛生學院以及教育學院，梅西大學奧爾巴尼分校也設於北岸市奧爾巴尼。
北岸市議會坐落於塔卡普納。北岸市劃爲三個行政區：港區、北區和中區，每個行政區再細分為兩個社區委員會。
- 內城區包括：米尔弗、塔卡普納、貝爾蒙、达文波特（英语：Devonport, New Zealand）、貝斯沃特、諾斯科特（英语：Northcote, New Zealand）、伯肯黑德（英语：Birkenhead, New Zealand）、海布瑞、希爾科瑞斯特、格倫菲爾德、懷勞谷、西湖（West Lake）以及弗瑞斯特山。
- 外城區包括：伯克代爾、北港、奧爾巴尼（英语：Albany, New Zealand）、长湾、托貝、懷艾克、布朗湾、羅特西灣、墨累灣、麥蘭吉灣（英语：Mairangi_Bay,_New_Zealand）、坎貝爾灣和卡斯特灣。

東岸海灣有幾處纽西蘭最昂貴的房地產。從塔卡普納沙滩北至米尔弗，這段海岸通稱為「百萬元英里」，多数房產价值數百萬纽西兰元，因為那裏擁有優美的海灘、受歡迎的學校和購物中心。
穿梭北岸市不難，但是往來奧克蘭市和奧克蘭港灣大橋，往往要面臨嚴重的交通擠塞。另一條貫穿西部城區的路線，在高峰時間也水泄不通。大奧克蘭地區的交通問題，是全國和地區政府商討的重點。沿南部高速公路伸延的新巴士線道，連同奧爾巴尼新公園和遊樂設施的工程，在2006年下半年落成，一定程度改善擠塞情況。
近五年來奧爾巴尼大為發展。這昔日寧靜的郊區，已成為北岸市的商業中心。一些零售商在該地區設立了大型商店，預期將持續發展、擴充。同時廉價房屋落成，無數的農地也變成了小型城區，內有許多設計相若的住宅。因此奥尔巴尼吸引了數億元的投資。
北岸市繼續向北擴展。奥列瓦（Orewa）鎮區北距塔卡普納25公里，昔日曾是渡假勝地；現在北部高速公路連接了奥列瓦鎮區，該镇最終将与向北發展的北岸市连为一体。

## 姐妹城市
- 中華民國臺中市[1]
- 中華人民共和國青島市[2]

## 外部連結
- 北岸市議會網站
- Wikivoyage 北岸市頁面（页面存档备份，存于）